# 福岡県立大川樟風高等学校
福岡県立大川樟風高等学校（ふくおかけんりつ おおかわしょうふうこうとうがっこう）は、福岡県大川市向島にある県立の高等学校。

## 概要
歴史
大川市にあった福岡県立高等学校2校（大川・大川工業）が2002年（平成14年）4月に統合の上、開校。2022年（令和4年）に開校20周年を迎えた。
設置学科
全日制課程 2学科
- 普通科
  - 総合コース - 2年次より 総合普通系、総合看護・福祉系、総合情報系
  - 文理コース - 2年次より 人文系・自然科学系

- 住環境システム科（工業に関する学科） - 2年次より リビングシステム系（建築）・インテリア系（家具設計）

定時制課程 1学科
- 普通科

校訓
「志学・創造・貢献」
校訓指針
- 樟風に集う生徒の本分は勉学にあり
- 学んで己を磨くは、樟風の伝統と誇りの為なり
- 学んで己を高めるは、人の役に立つあり
- 貢献、即ち樟風の至極の姿なり

校章
2005年（平成17年）11月1日制定。大川市の木『桐』を土台に配し、樟風生を象徴する『樟(くすのき)』が天高く茂り、永遠に実をつけていくという願いをデザイン化したものであり、背景にはスクールカラーの紫紺を配した。
特色
大川市唯一の高等学校として地域の発展に貢献できる人材育成を目指している。福岡県ICT教育推進校指定。iPadや電子黒板、プロジェクターを用いて近代的でわかりやすい授業を目指す。また、普通科生徒であっても希望があれば本来住環境システム科の生徒が取得するフォークリフト特別教育や車両系建設機械特別教育を修了することができる。

## 沿革
旧・福岡県立大川高等学校
- 1905年（明治38年） - 三潴郡大川町（当時）榎津尋常小学校内に、「私立淑徳女学館」が設立される。
- 1913年（大正2年） - 三潴郡大川町（当時）榎津に、「三潴郡立技芸女学校」が設立される。
- 1921年（大正10年）4月 - 県立移管により「福岡県立三潴高等女学校」に改組・改称。
- 1947年（昭和22年）4月 - 高等女学校としての募集を停止。学制改革により、新制中学校を併設し、高等女学校1・2年修了者のみを中学2・3年生として収容。この併設中学校は1946年（昭和21年）4月に高等女学校へ最後に入学した1年生が卒業する1949年（昭和24年）の3月までに限定して、経過措置として設置された[1]。
- 1948年（昭和23年）
  - 4月 - 学制改革により、新制高等学校「福岡県立三潴女子高等学校」に改称。併設中学校が1947年（昭和22年）4月に高等女学校へ最後に入学した3年生のみとなる。
  - 7月 - 定時制課程を設置。
- 1949年（昭和24年）
  - 3月 - 併設中学校を廃止。
  - 8月 -「福岡県立大川高等学校」と改称。男女共学となる。
- 1950年（昭和25年）4月 - 定時制大野島分校が設置される。
- 1951年（昭和26年）10月 - 創立30周年を記念し、体育館が完成。
- 1961年（昭和36年）2月 - 鉄筋コンクリート造の新館と体育館が完成。
- 1963年（昭和38年）3月31日 - 定時制大野島分校を廃止。
- 2003年（平成15年）4月 - 大川高等学校としての募集を停止。
- 2005年（平成17年）3月31日 - 2002年（平成14年）4月に大川高等学校に最後に入学した生徒が卒業し、閉校。

旧・福岡県立大川工業高等学校
- 1921年（大正10年）4月 - 「大川町立実業補習学校」が若津と榎津に設置される。3年制の商業科および工業科を設置。
- 1924年（大正13年）2月 - 上記2校を統合の上、「大川実業学校」となる。
- 1935年（昭和10年）6月 - 青年学校令の施行により、「大川町立高等商工青年学校」となる。
- 1942年（昭和17年）
  - 4月 - 青年学校の普通科を改組の上、三潴郡大川町（当時）向島に、「大川工業学校」が創立。
  - 5月 - 定員を240名とし、3年制の建築科・木材工業科を設置の上、開校。
- 1944年（昭和19年）3月 - 定員を400名、4年制の航空機科と建築科を設置。
- 1945年（昭和20年）9月 - 終戦により、航空機科を建築工芸科に改組。
- 1946年（昭和21年）2月 - 県立移管により「福岡県立大川工業学校」となる。
- 1947年（昭和22年）4月 - 工業学校としての募集を停止。学制改革により、新制中学校を併設し、工業学校1・2年修了者のみを中学2・3年生として収容。この併設中学校は1946年（昭和21年）4月に工業学校へ最後に入学した1年生が卒業する1949年（昭和24年）の3月までに限定して、経過措置として設置された[1]
- 1948年（昭和23年）4月 - 学制改革により、新制高等学校「福岡県立大川工業高等学校」と改称。全日制課程2学科（木材工芸科・建築科）を設置。定員を240名、6学級とする。
- 1949年（昭和24年）8月 - 「福岡県立筑西高等学校」に改称。
- 1953年（昭和28年）4月 - 再び「福岡県立大川工業高等学校」に改称。
- 1962年（昭和37年）- 新本館が完成。
- 1963年（昭和38年）4月 - 機械科を設置。木材工芸科を工芸科に改める。
- 1964年（昭和39年）- 教室・実習室・実習工場等が完成。
- 1967年（昭和42年）- 体育館が完成。
- 1968年（昭和43年）- 武道場・実験室等が完成。
- 1973年（昭和48年）4月 - 工芸科をインテリア科に改める。
- 1974年（昭和49年）6月 - 運動場を拡張。
- 2003年（平成15年）4月 - 大川工業高等学校としての生徒募集を停止。
- 2005年（平成17年）3月31日 - 2002年（平成14年）4月に大川工業高等学校に最後に入学した生徒が卒業し、閉校。

統合・福岡県立大川樟風高等学校
- 2000年（平成12年）12月 - 県教育委員会の県立高等学校再編により、大川高等学校と大川工業高等学校を再編されることが決定。
- 2002年（平成14年）4月 - 新高校設置準備室を設置し、同年11月県議会により大川樟風高等学校の設立が決定。
- 2003年（平成15年）4月 - 第1期生入学。
- 2005年（平成17年）9月 - 校舎を、旧大川工業高等学校の跡地に移転。
- 2006年（平成18年）3月 - 第1期生卒業。

## 交通
- 西鉄柳川駅から：大川樟風高校前バス停で下車（乗車時間23分）、徒歩2分
- JR羽犬塚駅、西鉄八丁牟田駅から：中原バス停で下車、徒歩10分

## 著名な卒業生
- 小雪 - タレント
- 枝光美奈 - 女子競輪選手

## 参考資料
- 「大川市誌」（1977年（昭和52年）12月21日発行, 大川市）p.1279～ 教育・文化